# Al-Wakrah Sport Club
Al-Wakra (en árabe:الوكرة) es un club de fútbol catarí de la ciudad de Al Wakrah. Fue fundado en 1959 y se desempeña en la Qatar Stars League.

## Palmarés
- Liga de fútbol de Catar (2): 1999, 2001
- Qatar Crown Prince Cup (1): 1999
- Copa del Jeque Jassem (4): 1989, 1991, 1998, 2004
- Copa de las Estrellas de Catar (1): 2011
- Segunda División de Catar (2): 1984–85, 2018–19

## Distinciones individuales

### Copa FIFA Confederaciones
Los siguientes jugadores han participado en la Copa FIFA Confederaciones:
-  2009 - Alaa Abdul-Zahra
-  2009 - Nashat Akram
-  2009 - Karrar Jassim
-  2009 - Younis Mahmoud
-  2009 - Ali Rehema

### Partidos y goles
Última actualización: 23 de febrero de 2012. 

Partidos y goles sólo en la QSL
| Al-Wakrah |                  |          |
| Posición  | Futbolista       | Partidos |
| 1         | Turki Aman       | 249      |
| 2         | Mirghani Al Zain | 242      |
| 3         | Nayef Al Khater  | 218      |
| 4         | Ali Qassim       | 183      |
| 5         | Mohammed Enyas   | 169      |

| Al-Wakrah |                    |       |
| Posición  | Futbolista         | Goles |
| 1         | Mirghani Al Zain   | 53    |
| 2         | Adil Ramzi         | 47    |
| 3         | Ali Mejbel Fartoos | 24    |
| 4         | Mansoor Muftah     | 19    |
| 5         | Ali Boussaboun     | 18    |

## Participación en competencias de la AFC
- 'Liga de Campeones de la AFC: 3 participaciones

2001: Primera ronda
2002: Primera ronda
2023/24: Playoff